# Enaria speculifera
Enaria speculifera är en skalbaggsart som beskrevs av Leon Fairmaire 1903. Enaria speculifera ingår i släktet Enaria och familjen Melolonthidae. Inga underarter finns listade i Catalogue of Life.